# FX Networks
FX Networks és una branca del canal de televisió FOX, orientat al públic adult, principalment masculí. Entre els seus continguts destaquen: sèries, alguns esports, pel·lícules d'acció i programes per a adults.
FX Networks va nàixer als Estats Units d'Amèrica l'1 de juny de 1994. Va operar des d'uns apartaments situats a Manhattan, des d'on es transmetien alguns programes en directe. Però el contingut de la programació del canal se centrava en sitcoms, sèries i pel·lícules dels anys 60, 70 i 80. Tot el complex d'apartaments va ser renovat el 1998 amb l'aparició de nous shows a la pantalla.

## Sèries
Moltes de les sèries ja s'han emès al canal FOX:
- Family Affair
- L'illa de la fantasia
- Eight is Enough
- El gran heroi americà
- Home and Away
- Hooperman
- In Living Color
- La dona meravella
- Dinastia
- Hart to Hart
- Batman
- The Green Hornet
- Mission: Impossible
- Vega
- Nip/Tuck
- Vic Mackey